# ستولنيتشيني-براجيسكو
ستولنيتشيني-براجيسكو هي قرية تقع في إقليم ياش في رومانيا وبلغ عدد سكانها 5,617 نسمة في عام 2002.